# Donald G. Murray
Donald Gordon Murray (Toronto, 1943 - Palma, 18 d'abril de 2021) va ser un fotògraf canadenc, establert a Mallorca des de 1979.

## Biografia
El 1967 va ingressar com a pilot militar en les Forces Aèries del Canadà. Allà va obtenir el grau de capità i va ser instructor de pilots en diverses parts del continent africà, ja que el govern canadenc mantenia convenis amb diversos països africans per ajudar-los a formar als futurs pilots. Durant aquests viatges va néixer el seu interès per la fotografia.
El 1974 va realitzar la seva última missió àrea, quan va acudir a Perú a socórrer a les víctimes d'un terratrèmol. Després de concloure les seves obligacions militars, va viatjar arreu del món, començant pel Pacífic Sud. Va ser un fotògraf autodidacta, i durant aquests viatges, va començar a treballar com a freelance, realitzant els seus primers reportatges fotogràfics.
Al gener de 1979 va recalar a Mallorca. Atret pel paisatge illenc, va recórrer l'illa i posteriorement la resta de les Illes Balears. En aquests viatges va realitzar un bon nombre de fotografies que va publicar posteriorment en els primers llibres de fotografies sobre Balears.

## Distincions
- Soci d'honor de l'Associació per la Revitalització dels Centres Antics (ARCA) (2014).

## Obres
Va publicar reportatges a revistes com Balearic Homes & Living, Casa Vogue, Jano i Yate y Motor. Va col·laborar amb moltes de les obres de la col·lecció La Illa de la Calma de J.J. Olañeta, com La Catedral de Mallorca; El Consell de Mallorca. Història i Patrimoni o La imatge de la música dels Illes Balears. Amb la seva dona Aina Pascual i Jaume Llabrés, va publicar El Baluard de sant Pere i la Ribera del Moll. Juntament amb Aina Pascual, també és autor de la part gràfica d'altres publicacions com Finques rústiques de les Balears (1980) i La casa y el tiempo (1988). Col·laborà amb Catalina Cantarelles en la publicació de Ses nostres cases. Arquitectura tradicional de les Balears (1986) i amb Miquel Seguí a El modernismo y su tiempo (1989).
La seva producció sobre la història i el patrimoni de Mallorca és molt abundant.